# Sylvain Chavanel
Sylvain Chavanel (Châtellerault, 30 juni 1979) is een Frans voormalig wielrenner die in 2018 zijn wielercarrière afsloot bij Direct Énergie. Hij is de twee jaar oudere broer van Sébastien Chavanel. Chavanel werd lang gezien als een eeuwige belofte in Frankrijk, maar 2008 was voor hem het jaar van de doorbraak met onder andere zeges in de klassiekers de Brabantse Pijl en Dwars door Vlaanderen. Hij startte 18 keer in de Ronde van Frankrijk, en verbeterde op de laatste dag van de Tour van 2018 een record van Joop Zoetemelk toen hij zijn 366e etappe reed.

## Biografie

### Franse ploegen
Chavanel werd prof vanaf 1 januari 2000 bij het pas opgerichte Franse team Bonjour, dat onder leiding stond van ploegleider Dominique Arnould. Hij zou tot 2005 bij de ploeg blijven en zou vooral uitgespeeld worden als tijdrijder en klassementsman in kleinere rondes. In zijn periode bij de ploeg won hij onder andere de Ronde van België en tweemaal de Vierdaagse van Duinkerke.
Vanaf het wielerseizoen 2005 verruilde Chavanel Brioches La Boulangère, zoals de ploeg toen heette, voor Cofidis. Bij dit team mocht hij voluit zijn eigen kansen gaan in elke wedstrijd. Toch bleef hij zich aanvankelijk toch weer toeleggen op de tijdritten en de kleinere rondes. En dit niet zonder succes, want hij won tweemaal het Frans kampioenschap tijdrijden en zowel het eindklassement in de Ronde van de Sarthe en de Ronde van Poitou-Charentes, die laatste won hij zelfs tweemaal.
Maar het was pas in 2008 dat Chavanel zijn enorme potentieel liet zien. Dankzij overwinningen in zowel Dwars door Vlaanderen als de Brabantse Pijl profileerde hij zich als klassiek renner. Maar ook liet hij zich opmerken tijdens de negentiende etappe van de Ronde van Frankrijk. Samen met Jérémy Roy ontsnapte hij uit het peloton, de twee werkten goed samen en bleven voorop. Het kwam in Montluçon tot een spurt die Chavanel al bij al makkelijk won. Hij won ook de prijs van de strijdlust van die Tour.

### Omega Pharma-Quick Step
In 2009 won hij de derde etappe van Parijs-Nice, ging ook naar huis met de puntentrui en werd derde in de algemene rangschikking.
In 2010 viel Sylvain in de helleklassieker Luik-Bastenaken-Luik met een schedelfractuur uit. Na een kort, maar voorspoedig herstel bleek hij monter genoeg om de Ronde van Frankrijk van datzelfde jaar aan te pakken. In de tweede etappe, die van Brussel tot Spa verliep, greep hij als enige overblijver uit een groep van acht de overwinning in een rit die ontsierd werd door massale valpartijen, waardoor het peloton, onder leiding van Fabian Cancellara, uit een soort solidariteit met de slachtoffers van de valpartij de laatste twintig kilometers geen tempo meer maakte en gezamenlijk over de meet reed. 
Diezelfde Cancellara verzocht de jury vanaf plaats twee geen punten voor de groene trui toe te kennen, wat een enorme meevaller voor Chavanel bleek, want zo kon hij die tijdelijk veroveren, net zoals de gele trui, die rond Cancellara's schouders hing. Daags nadien onderging Sylvain in de kasseienrit Arenberg - Porte du Hainaut een ware kruistocht aan pech en moest beide truien afstaan, de gele opnieuw aan Cancellara. In de zevende etappe ontbond Chavanel zijn duivels op de Côte de Lamoura en won met veel panache de tweede heuvelrit van de eerste Tourweek, in dewelke de favorieten zich spaarden. Het werd een dubbelslag, daar ook het geel opnieuw van Cancellara naar Chavanel ging. Een dag later deden de Alpen van zich spreken en nam Cadel Evans het geel over.
In 2011 was Sylvain samen met Fabian Cancellara de smaakmaker van de Ronde van Vlaanderen. In een spurt met drie moest hij de duimen leggen voor Nick Nuyens. In datzelfde jaar droeg hij tevens enkele dagen de rode trui in de Ronde van Spanje.
Op zondag 16 september 2012 won Chavanel op de wereldkampioenschappen samen met zijn ploeg Omega Pharma-Quickstep de WK-ploegentijdrit. De andere vijf renners waren Niki Terpstra, Peter Velits, Tony Martin, Kristof Vandewalle en Tom Boonen. Het BMC van Philippe Gilbert strandde op drie seconden. In 2013 deed hij dat kunstje nog eens over, maar dan met Michał Kwiatkowski in de plaats van Tom Boonen. Verder werd hij dat jaar voor de vijfde keer Frans kampioen tijdrijden, waarmee hij alleen recordhouder is.

### IAM Cycling
Eind 2013 tekende Chavanel een tweejarig contract bij het Zwitserse IAM Cycling, hij maakte samen met ploeggenoot en boezemvriend Jérôme Pineau de overstap.

### Direct Énergie
Van 2016 tot 2018 kwam Chavanel uit voor Direct Énergie, hier reed onder andere ook zijn landgenoot Thomas Voeckler.

## Baanwielrennen

### Palmares
| Jaar | FK                                              | EK                   | WK | Overig                           |
| ---- | ----------------------------------------------- | -------------------- | -- | -------------------------------- |
| 2015 | achtervolging                                   |                      |    |                                  |
| 2016 | achtervolging                                   | ploegenachtervolging |    | WB Glasgow: ploegenachtervolging |
| 2017 | ploegkoers · achtervolging                      |                      |    |                                  |
| 2018 | achtervolging ploegkoers · ploegenachtervolging |                      |    |                                  |

## Wegwielrennen

### Overwinningen
2000
1e etappe Circuit Franco-Belge
2002
Klimmerstrofee
Eindklassement Vierdaagse van Duinkerke
2003
Ronde van de Haut-Var
3e etappe deel B Ronde van de Sarthe
2004
Vierdaagse van Duinkerke
Eindklassement Ronde van België
Polynormande
3e en 4e etappe Ronde van Poitou-Charentes
2005
4e etappe Ronde van de Sarthe
Eindklassement Ronde van de Sarthe
 Frans kampioen tijdrijden, Elite
Eindklassement Ronde van Poitou-Charentes
Duo Normand (met Thierry Marichal)
2006
 Frans kampioen tijdrijden, Elite
Eindklassement Ronde van Poitou-Charentes
2008
5e etappe Ronde van de Middellandse Zee
6e etappe Parijs-Nice
Dwars door Vlaanderen
Brabantse Pijl
5e etappe Ronde van Catalonië
 Frans kampioen tijdrijden, Elite
19e etappe Ronde van Frankrijk
2009
3e etappe Parijs-Nice
Puntenklassement Parijs-Nice
Proloog Eneco Tour
2010
2e en 7e etappe Ronde van Frankrijk
2011
 Frans kampioen op de weg, Elite
2012
3e etappe deel B Driedaagse van De Panne-Koksijde
Eindklassement Driedaagse van De Panne-Koksijde
 Frans kampioen tijdrijden, Elite
 UCI Ploegentijdrit in Valkenburg
2013
6e etappe Parijs-Nice
Puntenklassement Parijs-Nice
3e etappe deel B Driedaagse van De Panne-Koksijde
Eindklassement Driedaagse van De Panne-Koksijde
 Frans kampioen tijdrijden, Elite
5e etappe Eneco Tour
 UCI Ploegentijdrit in Florence
2014
3e etappe Vierdaagse van Duinkerke
 Frans kampioen tijdrijden, Elite
4e etappe Ronde van Poitou-Charentes
Eindklassement Ronde van Poitou-Charentes
GP Ouest France-Plouay
Chrono des Nations
2016
3e etappe Ster van Bessèges
4e etappe Ronde van Poitou-Charentes
Eindklassement Ronde van Poitou-Charentes
2017
4e etappe Vierdaagse van Duinkerke

#### Resultaten in voornaamste wedstrijden
| Jaar | Ronde van Italië | Ronde van Frankrijk | Ronde van Spanje |
| ---- | ---------------- | ------------------- | ---------------- |
| 2000 |                  |                     |                  |
| 2001 |                  | 65e                 |                  |
| 2002 |                  | 36e                 |                  |
| 2003 |                  | 37e                 |                  |
| 2004 |                  | 30e                 |                  |
| 2005 |                  | 58e                 |                  |
| 2006 |                  | 44e                 |                  |
| 2007 |                  | opgave              | 16e              |
| 2008 |                  | 61e (1)             | opgave           |
| 2009 |                  | 18e                 |                  |
| 2010 |                  | 31e (2)             |                  |
| 2011 |                  | 61e                 | 27e              |
| 2012 |                  | opgave              |                  |
| 2013 |                  | 31e                 |                  |
| 2014 |                  | 34e                 |                  |
| 2015 | 36e              | 54e                 | 47e              |
| 2016 |                  | 43e                 |                  |
| 2017 |                  | 25e                 |                  |
| 2018 |                  | 39e                 |                  |

| Jaar | Milaan-San Remo | Gent-Wevelgem | Ronde van Vlaanderen | Parijs-Roubaix | Amstel Gold Race | Luik-Bast.‑Luik | Ronde van Lombardije | Parijs-Tours | E3 Harelbeke | Dwars door Vlaanderen |  | WK op de weg |  | Wereldranglijsten |
| ---- | --------------- | ------------- | -------------------- | -------------- | ---------------- | --------------- | -------------------- | ------------ | ------------ | --------------------- |  | ------------ |  | ----------------- |
| 2000 |                 |               |                      | opgave         |                  |                 |                      | 85e          |              |                       |  |              |  |                   |
| 2001 |                 | 71e           |                      | 52e            |                  |                 |                      | 84e          |              |                       |  | opgave       |  |                   |
| 2002 |                 |               |                      |                |                  | opgave          |                      |              |              |                       |  |              |  |                   |
| 2003 |                 |               |                      | opgave         | 119e             | opgave          |                      |              |              |                       |  | 84e          |  |                   |
| 2004 | 52e             |               |                      |                |                  | 89e             |                      |              |              |                       |  |              |  |                   |
| 2005 |                 |               |                      |                | 60e              | 49e             | 85e                  | 87e          |              |                       |  | 67e          |  | 138e (UPT)        |
| 2006 | 72e             |               |                      |                | 61e              | 46e             |                      |              |              |                       |  | 45e          |  | 153e (UPT)        |
| 2007 |                 |               |                      |                | 109e             | 57e             |                      |              |              |                       |  | 67e          |  | 141e (UPT)        |
| 2008 | 60e             |               | 30e                  |                | 58e              |                 |                      |              |              | Goud                  |  | 53e          |  | 108e (UPT)        |
| 2009 | 37e             |               | 31e                  | 8e             | 24e              |                 |                      | 36e          | 5e           | 7e                    |  | 29e          |  | 22e (UWK)         |
| 2010 | 21e             | 22e           | 24e                  |                | 16e              | opgave          | opgave               | 51e          | 28e          | 66e                   |  | 63e          |  | 100e (UWK)        |
| 2011 | 20e             | 47e           | ↑                    | 38e            | 16e              | 69e             | opgave               | 35e          |              | 27e                   |  | 70e          |  | 54e (UWT)         |
| 2012 |                 |               | 10e                  | 27e            | 37e              | opgave          | opgave               | 83e          | 33e          | ↑                     |  | 57e          |  | 45e (UWT)         |
| 2013 | 4e              |               | 13e                  | 19e            |                  |                 | opgave               | 12e          | 6e           |                       |  |              |  | 24e (UWT)         |
| 2014 | 21e             |               | 19e                  |                | opgave           |                 |                      | 31e          | 29e          | 5e                    |  | 77e          |  |                   |
| 2015 | 23e             | 20e           | 45e                  | 94e            | 79e              |                 |                      |              | 20e          |                       |  |              |  | 135e (UWT)        |
| 2016 |                 | 72e           | 33e                  | opgave         |                  |                 |                      |              |              |                       |  |              |  |                   |
| 2017 |                 |               | 9e                   | 19e            |                  |                 |                      |              |              | 85e                   |  |              |  |                   |
| 2018 |                 |               |                      | 80e            |                  |                 |                      | 45e          | 29e          | 72e                   |  |              |  |                   |

Chavanel droeg 2 etappes de gele trui als aanvoerder van het algemeen klassement en 1 etappe de groene trui als aanvoerder van het puntenklassement in de Tour van 2010. De bolletjestrui als aanvoerder van het bergklassement droeg hij in 2007 3 etappes en in 2008 1 etappe.

### Resultaten in kleinere etappekoersen
| Jaar | Parijs-Nice | Ronde van Catalonië | Critérium du Dauphiné | Ronde van Zwitserland | Eneco Tour |
| ---- | ----------- | ------------------- | --------------------- | --------------------- | ---------- |
| 2000 |             |                     |                       |                       |            |
| 2001 | opgave      |                     |                       |                       |            |
| 2002 | 34e         |                     | opgave                |                       |            |
| 2003 | 5e          |                     | 28e                   |                       |            |
| 2004 | 14e         |                     |                       |                       |            |
| 2005 | 35e         | 27e                 | 31e                   |                       |            |
| 2006 | 15e         | 40e                 | 12e                   |                       |            |
| 2007 | 17e         | 31e                 | 10e                   |                       |            |
| 2008 | 9e (1)      | opgave (1)          |                       | opgave                |            |
| 2009 | ↑ (1)       | 44e                 |                       | 46e                   | ↑ (1)      |
| 2010 | 14e         |                     |                       | 37e                   |            |
| 2011 | opgave      |                     |                       | 72e                   |            |
| 2012 | 8e          |                     | 49e                   |                       | ↑          |
| 2013 | 5e (1)      |                     | opgave                |                       | 6e (1)     |
| 2014 | 35e         |                     | opgave                |                       |            |
| 2015 | 11e         |                     |                       |                       |            |
| 2016 | 32e         |                     |                       |                       |            |
| 2017 | 21e         |                     |                       | 53e                   |            |
| 2018 | 55e         |                     |                       |                       |            |

## Teams
- 2000 –  Bonjour-Toupargel
- 2001 –  Bonjour
- 2002 –  Bonjour
- 2003 –  Brioches La Boulangère
- 2004 –  Brioches La Boulangère
- 2005 –  Cofidis, le Crédit par Téléphone
- 2006 –  Cofidis, le Crédit par Téléphone
- 2007 –  Cofidis, le Crédit par Téléphone
- 2008 –  Cofidis, le Crédit par Téléphone
- 2009 –  Quick Step
- 2010 –  Quick Step
- 2011 –  Quick Step Cycling Team
- 2012 –  Omega Pharma-Quick-Step
- 2013 –  Omega Pharma-Quick-Step Cycling Team
- 2014 –  IAM Cycling
- 2015 –  IAM Cycling
- 2016 –  Direct Énergie
- 2017 –  Direct Énergie
- 2018 –  Direct Énergie